# Дотик (фільм, 1989)
«Дотик» — радянський художній фільм 1989 року, знятий режисером Аманжолом Айтуаровим на студії «Мірас».

## Сюжет
Сліпа дівчина випадково зустрічає на дорозі волоцюгу. Приходить кохання. І відбувається диво — втрачений зір повертається. Ця романтична історія закінчується трагічно. Зрада коханого штовхає героїню на самогубство.

## У ролях
- Дана Каїрбекова — Айбахан
- Берік Сабиржанов — головна роль
- Сабіра Кумушалієва — головна роль
- Тулеген Куанишев — Єбелек
- Нуржуман Іхтимбаєв — епізод
- Шаймерден Хакімжанов — епізод
- Касим Жакібаєв — епізод

## Знімальна група
- Режисер — Аманжол Айтуаров
- Сценаристи — Аманжол Айтуаров, Баян Саригулов
- Оператор — Марат Тохтабакієв
- Художник — Мурат Мусін